# Стихосбирка
Стихосбирка е книга със стихотворения. Обикновено в стихосбирка се подбират и издават стихотворения на един поет, обединени от една широка тема, свързани с определена страна на живота или с някои исторически събития. Понякога стихосбирката обхваща стихотворения с разнообразна тематика.